# Ephraim Bateman
Ephraim Bateman (Cedarville, 1780. július 9. – Cedarville, 1829. január 28.) az Amerikai Egyesült Államok szenátora (New Jersey, 1826–1829).